# Ристиярви
Ристиярви (фин. Ristijärvi) — община в области Кайнуу, Финляндия. Административный центр — Ристиярви. Общая площадь территории — 897,92 км², из которых 62,31 км² — вода.

## Демография
На 31 января 2011 года в общине Ристиярви проживало 1511 человек: 767 мужчин и 744 женщины.
Финский язык является родным для 99,41 % жителей, шведский — для 0 %. Прочие языки являются родными для 0,59 % жителей общины.
Возрастной состав населения:
- до 14 лет — 10,46 %
- от 15 до 64 лет — 59,56 %
- от 65 лет — 30,11 %

Изменение численности населения по годам:
| Год  | Численность |
| ---- | ----------- |
| 1980 | 2469        |
| 1990 | 2150        |
| 2000 | 1796        |
| 2010 | 1513        |
| 2011 | 1511        |
| 2015 | 1414        |
| 2016 | 1346        |

## Известные люди, родившиеся в Ристиярви
- Кайса Макарайнен, биатлонистка, трехкратная победительница Кубка мира по биатлону, чемпионка мира 2011 (преследование), неоднократный призер Чемпионатов мира.
- Минна Лейнонен, стрелок из пневматической винтовки, чемпионка Паралимпийских игр 2004 и ЧМ 2014 (Зуль).
- Кари Хяркёнен, лыжник, чемпион мира 1985 (15 км).
- Саломо Пулккинен, член Финского парламента.
- Ханну Таккула, Член Европейского парламента.